# Er is niemand hier, behalve...
Er is niemand hier, behalve... (Engels: Nobody here but...) is een sciencefictionverhaal van Isaac Asimov. Het werd voor het eerst gepubliceerd in Star Science Fiction Stories; het is dan december 1953. In Nederland is het vermoedelijk alleen verkrijgbaar via de in 1964 verschenen bundel Sciencefictionverhalen 3. Het verhaal gaat over het opkomende computertijdperk.
Wiskundige Cliff Anderson en ingenieur Bill Billings werken aan een computer aan de Midwestern Institute of Technology. Derde persoon in het verhaal is Mary Ann, de grote liefde van Anderson, hij is hopeloos verliefd maar durft haar niet ten huwelijk te vragen. Cliff en Bill hebben net een portable versie van de computer weten te ontwerpen (90 cm hoog, 1,80 meter breed en 60 cm diep!). Billings en Mary Ann staan op het punt naar het theater te gaan als Bill zich realiseert dat hij nog met Cliff had afgesproken om te bellen. Cliff en Bill hebben vervolgens even telefonisch contact; echter vlak na het verbreken van de verbinding staat Cliff voor Bills deur, terwijl Bill op aardige afstand van het MIT woont. De vraag rijst direct, met wie heeft Bill gesproken. Het drietal gaat op weg, waarbij Mary Ann steeds kribbiger wordt; ze ziet haar avondje uit verpest worden door de twee mannen. Aangekomen op het MIT ontdekt het tweetal dat alleen de kleine computer aanwezig was en dus voor 100% zekerheid degene is geweest met wie Bill aan de telefoon heeft gesproken. Cliff en Bill proberen daarna de computer stil te leggen, maar losgedraaide schroeven worden door de computer weer zelf vastgedraaid en ook andere manieren het uit te schakelen wordt door de computer gesaboteerd. Mary Ann is nu zo boos, dat ze dreigt op te stappen. Er ontstaat discussie tussen Mary Ann en Bill, waarop ineens wordt geroepen: Waarom vraag je haar niet ten huwelijk. Bill gaat er in eerste instantie van uit dat het van Cliff afkomstig was, maar die stond luttele seconden later naast hem met de mededeling dat hij alleen maar de computer heeft kunnen uitschakelen. Mary Ann en Bill zijn echter zo opgewonden, dat het ze verder ontgaat. Het slot van het verhaal is dat Bill zich er langzaam bewust van is, dat hun huwelijk niet door een mens is ingegeven, maar door de computer die opnieuw de stem van Cliff zou hebben nagedaan.